# Чик Кърия
Армандо Антъни „Чик“ Кърѝя (на английски: Armando Anthony „Chick“ Corea) е американски джаз-пианист и композитор. Многократен носител на наградите Грами. Името му се свързва най-вече с работата му през 70-те години в жанра джаз-фюжън. Заедно с Кийт Джарет и Хърби Хенкок е отличаван като един от водещите джаз пианисти от края на 60-те години до наши дни.

## Биография
Роден е в Челси (Масачузетс) на 12 юни 1941 г.
Става световноизвестен в края на 60-те години с участията си в албуми на Майлс Дейвис. През 1970 г. напуска групата на Майлс Дейвис и сформира Circle заедно с Дейв Холанд (бас), Антъни Бракстън и Бари Алтшул (ударни). Тяхната музика се отдалечава от афроамериканските корени на джаза и се доближава до по-абстрактния европейския джаз. Само след една година напуска Circle.
През 1972 г. сформира Return to Forever заедно със Стенли Кларк (бас), Джо Фаръл (саксофон), Аирто Морейра (ударни) и Флора Пурим (вокали). Групата свири джаз-фюжън със силно присъствие на латиноамерикански ритми. С присъединяването на младия китарист Ал Ди Меола през 1974 г. групата придобива силно рок звучене. След многократни промени в състава групата окончателно се разпада през 1980 г.
През 2007 г. Чик Кърия издава албума „The Enchantment“, заедно с Бела Флек (банджо). Те представят албума си в България на 6 ноември 2007 г. в НДК. Подгряваща група е Живко Петров Трио.

## Подбрана дискография
- Now He Sings, Now He Sobs (1968)
- The Song Of Singing (1970)
- Paris Concert (1971)
- Piano Improvisations Vols. 1 and 2 (1971)
- Return To Forever (1972)
- Light As A Feather (1972)
- Crystal Silence (1979)
- Three Quartets (1981)
- Expressions (1993)
- Remembering Bud Powel (1996)
- Native Silence (1997)